# Welch Peak, Antarktis
Welch Peak är en bergstopp i Antarktis. Den ligger i Västantarktis. Inget land gör anspråk på området. Toppen på Welch Peak är 1 010 meter över havet, eller 224 meter över den omgivande terrängen. Bredden vid basen är 4,3 km.
Terrängen runt Welch Peak är kuperad åt nordväst, men åt sydost är den platt. Trakten är obefolkad. Det finns inga samhällen i närheten. 